# Hypanthidioides gregaria
Hypanthidioides gregaria is een vliesvleugelig insect uit de familie Megachilidae. De wetenschappelijke naam van de soort is voor het eerst geldig gepubliceerd in 1905 door Schrottky.